# Fédération Internationale des Employés, Techniciens et Cadres
De Fédération Internationale des Employés, Techniciens et Cadres (FIET), in het Nederlands de Internationale Federatie van Bedienden, Technici en Kaderleden, was een internationaal vakbondssecretariaat.

## Onomastiek
De internationale benamingen waren International Federation of Commercial, Clerical, Professional and Technical Employees in het Engels en Federación Internacional de Empleados, Técnicos y Profesionales in het Spaans.

## Historiek
In 1904 werd te Amsterdam een internationaal kantoor opgericht. In 1910 volgde vervolgens te Hamburg de oprichting van het International Commercial Employees' Secretariat, dat ontbonden werd bij de start van de Eerste Wereldoorlog.
Van 10 tot 12 augustus 1921 vond te Wenen vervolgens het stichtingscongres van de FIET plaats. De organisatie groepeerde aanvankelijk enkel Europese vakcentrales, na de Tweede Wereldoorlog volgde de mondiale expansie. In 1984 scheurde het Internationaal secretariaat van de Entertainment vakbond zich af.
In 1994 telde de FIET circa 11 miljoen leden. Op 1 januari 2000 fuseerde de organisatie met de International Graphical Federation (IGF),  Communications International (CI) en Media and Entertainment International (MEI) tot de UNI Wereldvakbond.

## Structuur

### Bestuur
| Tijdspanne  | Voorzitter FIET      |
| ----------- | -------------------- |
| 1921 - 1933 | Otto Urban           |
| 1933 - 1947 | Joseph Hallsworth    |
| 1947 - 1949 | Oreste Capocci       |
| 1949 - 1955 | James Young          |
| 1955 - 1960 | Friedrich Hillegeist |
| 1960 - 1962 | Algot Jonsson        |
| 1962 - 1964 | Joseph Hiscock       |
| 1964 - 1970 | James Suffridge      |
| 1970 - 1976 | Alf Allen            |
| 1976 - 1983 | Gunter Stephan       |
| 1983 - 1987 | Tom Whaley           |
| 1987 - 1991 | Bengt Lloyd          |
| 1991 - 1994 | Jochen Richert       |
| 1994 - 1999 | Gary Nebeker         |
| 1999        | Maj-Len Remahl       |

| Tijdspanne  | Algemeen secretaris FIET |
| ----------- | ------------------------ |
| 1921 - 1934 | Gerrit Smit              |
| 1934 - 1958 | Willem Spiekman          |
| 1958 - 1973 | Erich Kissel             |
| 1973 - 1989 | Heribert Maier           |
| 1989 - 1999 | Philip Jennings          |

| Tijdspanne  | Voorzitter EURO-FIET |
| ----------- | -------------------- |
| 1972 - 1978 | Alf Allen            |
| 1978 - 1982 | Tudor Thomas         |
| 1982 - 1986 | Bill Whatley         |
| 1986 - 1994 | Karel Boeykens       |
| 1994 - 1998 | Garfield Davies      |
| 1998 - 1999 | Roland Issen         |

| Tijdspanne  | Algemeen secretaris EURO-FIET |
| ----------- | ----------------------------- |
| 1972 - 1985 | Heribert Maier                |
| 1985 - 1999 | Bernadette Ségol              |